# 天主教临清宗座监牧区
天主教临清监牧区（拉丁文：Apostolica Praefectura Lintsingensis）是天主教在中国山东省西北部设立的一个教区。
临清监牧区原属济南府代牧区，1927年6月24日，罗马教廷分出临清县、武城县、夏津县、邱县、聊城县、堂邑县、茌平县、博平县、清平县、莘县、高唐县、馆陶县、冠县13县，设立临清自治区。为山东省第一个由国籍神父管理的教区。1931年4月5日，升格为监牧区。1948年，教区有信徒20,100人。
1934年，临清监牧区下属4个总铎区：武城县十二里庄、临清小芦村（今属河北省临西县）、张庄、聊城。监牧区成立初期，主教座堂和若瑟小修道院均设于小芦村，1934年迁至达鼓巷。1935年小修道院迁入南门外板井街十字楼（今临清第一中学教学楼，已列为临清市文物保护单位）。1941年春，李荩臣主教住进楼内。1945年8月日本投降，9月共产党军队攻占临清。卫东中学迁居小修道院，教会房产陆续被共产党军队全部占用。1946年六月，小修道院解散。李荩臣主教逃离临清。
济南教区杨恩赉总主教兼管临清教区。1948年，若瑟仁爱会解散，修女还俗。1949年11月28日，教宗委任阳谷教区李本良神父为临清监牧。可是，因为临清教会房产被政府占用，而不得不客居济南。1950年李荩臣主教客死天津。1957年5月，李本良主教率部分神父回到已归还的教会房屋居住。1958年，李本良主教被诬为“右派”而被捕入狱。1960年李本良主教在劳改营病逝。李本良主教逝世后，临清监牧区已经没有任何教区架构。1966年，冯神父、万神父与其他神父相继被捕入狱。本属临沂教区传教的王世光神父（聊城人）被遣返聊城南关老家劳动改造。文革期间天主教活动被禁，1967年临清教区主教座堂被拆。
1978年改革开放，王世光神父成为照顾临清教区教友生活的唯一神父。原本属于临清教区的万凤程神父（馆陶人），出狱后在德州地区服务。1984年，临清教区临清县青年教友李树兴、吕培森考取济南圣神修道院。1989年12月17日，李树兴、吕培森两位修士由周村教区宗怀德主教祝圣为司铎。吕培森神父留圣神修院服务。李树兴神父被派往青岛教区服务，后出国留学。
1992年，菏泽教区李炳耀主教派遣彭鉴道神父赴临清教区服务，照顾教友信仰生活。1994年元月14日，临清教区茌平县姜庄姜圣高修士在菏泽教区李炳耀主教手下晋铎。1996年3月18日，彭鉴道神父离开临清教区，委托姜圣高神父负责临清教区传教事务。1998年春，王世光神父年老多病，与阳谷教区李元增神父协调，邀请邢福成神父到临清教区服务。毕业于中国天主教神哲学院的临清市李树珍修士， 1996年12月7日晋铎。1999年9月回临清教区服务。因临清监牧区没有教区架构，茌平县张庄张允亮和张云国两位修士被送往河北修道，并在顺德教区先后晋升铎品。张允亮神父在罗马读书，张云国神父在顺德教区服务。
2000年5月7日，在聊城南关天主堂，周村主教马学圣主礼，菏泽主教王殿铎和临沂主教房兴耀襄礼，祝圣赵凤昌为聊城主教。按照政区划分，阳谷教区与临清教区合并，称之为聊城教区，主教府设在聊城市。按照罗马教廷备案，赵凤昌被任命为阳谷教区主教。阳谷教区邢福成、邢金成、李桂坡三位司铎归属赵凤昌主教权下。李桂坡神父任聊城市南关天主堂本堂。2002年10月6日，王世光神父逝世。原属临清教区的李树兴神父学成回国后，到全国修院服务。2004年11月9日，茌平县张庄村张维国修士在赵凤昌主教手下晋铎。2006年5月23日，李树珍赴云南大理教区服务。2006年11月9日，赵凤昌主教祝圣张继勇和李彦杰为司铎，使聊城教区增添新的血液。2011年5月20日，临清教区吕培森神父晋升为兖州教区主教。2014年2月22日，李文光、宋兴旺晋铎。归属聊城教区的司铎共有八位，即：邢福成、李桂坡、邢金成、张维国、张继勇、李彦杰、李文广、宋兴旺。本属于阳谷教区的“中华圣母修女会”，也从莘县朝城搬迁至聊城市，至此聊城教会事务开始略有起色。
中国天主教爱国会于2000年把该教区与阳谷教区合并成“聊城教区”，但未获梵蒂冈承认。

## 主教
- 胡修身，1931年到1940年
- 李朝貴（李荩臣），1940年到1948年（1950年死于天津）
- 李本良（保禄），1950年到1960年（1960年死于劳改营）